# Kenji Ohba
Kenji Takahashi (高桥 健 二, Takahashi Kenji) (Matsuyama (Ehime), Japão, 5 de fevereiro de 1955), mais conhecido como Kenji Ohba (大葉 健二, Ōba Kenji), é um ator, dublê japonês e o presidente da "Luck JET".

## Biografia
Começou sua carreira como dublê membro do JAC (Japan Action Club), atuando em diversos seriados tokusatsu. Em 1982, atuou como o protagonista Retsu Ichijouji da série Gyaban, precursor dos Metal Hero, papel que o lançou ao estrelato, devido ao enorme sucesso que Gyaban fez na época no Japão, ele retornaria em participações especiais na serie sucessora, Sharivan. Posteriormente, o ator continua participando de seriados e filmes do gênero, seja atuando ou elaborando coreografias de ação. É tido hoje, pelos fãs de tokusatsu, como um dos maiores atores e dublês da história do tokusatsu, juntamente com nomes como Hiroshi Watari, Junichi Haruta e Toshimichi Takahashi. 

## Filmografia

### Filmes
| Ano  | Título original                                               | Título em português | Papel                                                                       | Observações |
| 1977 | Golgo 13: Kûron no kubi                                       |                     |                                                                             |             |
| 1978 | JAKQ Dengeki Tai vs. Goranger                                 |                     | Dublê                                                                       |             |
| 1979 | Battle Fever J Movie                                          |                     | Shiro Akebono/Battle Kenya                                                  |             |
| 1980 | Denshi Sentai Denziman Movie                                  |                     | Daigoro Oume/Denzi Blue                                                     |             |
| 1985 | Shogun's Samurai                                              |                     | Gamahachi                                                                   |             |
| 1993 | Kamen Rider ZO                                                |                     | Kuroda                                                                      |             |
| 2003 | Battle Royale II: Requiem                                     |                     |                                                                             |             |
| 2003 | Kill Bill: Volume 1                                           |                     | Shiro                                                                       |             |
| 2011 | Gokaiger Goseiger Super Sentai 199 Hero Great Battle          |                     | Daigoro Oume/Denzi Blue                                                     |             |
| 2012 | Kaizoku Sentai Gokaiger VS Uchuu Keiji Gyaban: The Movie      |                     | Retsu Ichijouji/Gyaban, Shiro Akebono/Battle Kenya, Daigoro Oume/Denzi Blue |             |
| 2012 | Uchuu Keiji Gyaban: The Movie                                 |                     | Retsu Ichijouji/Gyaban                                                      |             |
| 2013 | Kamen Rider × Super Sentai × Uchuu Keiji: Super Hero Taisen Z |                     | Comandante Retsu Ichijouji                                                  |             |

### Televisão
| Ano  | Título original | Título em português | Papel | Observações |
| 1980 | Kage no Gundan  |                     |       | Fuji TV     |

### Tokusatsu
| Ano  | Título original                    | Título em português | Papel                            | Observações                                             |
| 1972 | Kikaider                           |                     | Dublê                            | TV Asahi                                                |
| 1973 | Kikaider 01                        |                     | Dublê                            | TV Asahi                                                |
| 1973 | Robot Keiji K                      |                     |                                  | Fuji TV                                                 |
| 1975 | Seigi no shinboru Kondoruman       |                     |                                  |                                                         |
| 1975 | Akumaizer 3                        |                     | Dublê                            | TV Asahi                                                |
| 1975 | Himitsu Sentai Goranger            |                     | Dublê                            | TV Asahi                                                |
| 1976 | Choujin Bibyun                     |                     |                                  |                                                         |
| 1977 | JAKQ Dengeki Tai                   |                     | Hayato Kono                      | TV Asahi, ep-3                                          |
| 1978 | Uchū kara no Messēji: Ginga Taisen |                     |                                  |                                                         |
| 1979 | Battle Fever J                     |                     | Shirou Akebono/Battle Kenya      | TV Asahi Co-Protagonista                                |
| 1980 | Denshi Sentai Denziman             |                     | Daigoro Oume/Denzi Blue          | TV Asahi Co-Protagonista                                |
| 1982 | Uchuu Keiji Gyaban                 |                     | Retsu Ichijouji/Gyaban           | TV Asahi Protagonista                                   |
| 1983 | Uchuu Keiji Sharivan               |                     | Retsu Ichijouji/Gyaban           | TV Asahi, ep-1, 2, 6, 15, 19, 20 48, 49, 51 Coadjuvante |
| 1984 | Uchuu Keiji Shaider                |                     | Retsu Ichijouji/Gyaban           | TV Asahi, ep-49 Participação Especial                   |
| 1987 | Choujinki Metalder                 |                     |                                  | TV Asahi, ep-24, 25 PArticipação Especial               |
| 1988 | Sekai Ninja Sen Jiraiya            |                     | Jiro                             | TV Asahi, ep-27 Participação Especial                   |
| 1989 | Kamen Rider Black RX               |                     | Masaru Kujo                      | TV Asahi, ep-34 Participação Especial                   |
| 2002 | Ninpuu Sentai Hurricaneger         |                     | Décima identidade de Shurikenger | TV Asahi, ep-45 Participação Especial                   |
| 2007 | Juuken Sentai Gekiranger           |                     | Dan Kenshi                       | TV Asahi, ep-40, 42 Participação Especial               |
| 2011 | Kaizoku Sentai Gokaiger            |                     | Shiro Akebono/Battle Kenya       | TV Asahi, ep-44 Participação Especial                   |